# Giovanni Battista Audiffredi

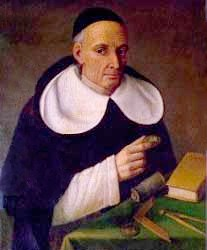
Giovanni Battista Audiffredi

Giovanni Battista Audiffredi OP (Taufname Giulio Cesare Audiffredi; * 2. Februar 1714 in Saorgio bei  Nizza; † 4. Juli 1794 in Rom) war ein italienischer Dominikaner und Gelehrter. Er beschäftigte sich vor allem mit Astronomie.

## Leben
Audiffredi entstammte einer alten Adelsfamilie und war ein Sohn von Giovanni Battista Audiffredi und Margherita Bottone. Als 16-Jähriger trat er 1730 in Neapel in den Dominikanerorden ein und änderte bei dieser Gelegenheit seinen Taufnamen Giulio Cesare in Giovanni Battista. Er war sehr bewandert in den alten Sprachen Latein, Griechisch und Hebräisch. Schon bald begann er sich für Bücher und die exakten Naturwissenschaften zu interessieren. Nachdem er sein Theologiestudium in Bologna beendet hatte, arbeitete er zunächst in der Lombardei in verschiedenen Klöstern als Lehrer und wirkte dort auch als Bibliothekar. 1749 erlangte er den akademischen Grad eines Magisters der Theologie. Nun wurde er ins  Kloster Santa Maria sopra Minerva in Rom versetzt und zweiter Bibliothekar der trefflichen Bibliothek dieses Klosters, die nach ihrem Stifter, Kardinal Girolamo Casanate, den Namen Biblioteca Casanatense führte. 1765 erhielt er die Oberaufsicht über diese Bibliothek, deren Bestand er bedeutend vermehrte. Er starb am 4. Juli 1794 im Alter von 80 Jahren in Rom.
Audiffredi veröffentlichte mehrere bibliographische Werke, zuerst den unvollendet gebliebenen Bibliothecae Casanatensis Catalogus librorum typis impressorum (5 Bände, Rom 1761–90), der eine Liste seiner eigenen Veröffentlichungen enthält. Ähnliche Arbeiten waren sein Catalogus historico-criticus Romanarum editionum saeculi XV (Rom 1783) und sein umfangreicheres Werk Specimen historico-criticum editionum Italicarum saeculi XV (Rom 1794), das eine Auflistung der im 15. Jahrhundert in 26 italienischen Städten gedruckten Bücher bringen sollte. Allerdings reichte Audiffredis Lebenszeit zur Vollendung des letztgenannten, alphabetisch angeordneten Werks nicht aus. Dessen erster, bis zum Buchstaben „G“ reichender Teil enthält eine kurze, vom Herausgeber verfasste Biographie Audiffredis.
Seine Stellung erlaubte Audiffredi, sich mit antiquarischen Büchern zu beschäftigen und sein mathematisches Talent zu entfalten, vor allem aber sich der praktischen und theoretischen Astronomie zu widmen. Er errichtete in einer Loggia des Minerva-Klosters ein kleines Observatorium und führte damit Himmelsbeobachtungen durch. Auch verfasste er auf seinen Beobachtungen von Merkur- (1753 und 1756) und Venusdurchgängen (1761) sowie Mondfinsternissen (1754 und 1755) beruhende astronomische Werke. Ferner beschäftigte er sich mit dem Problem der Sonnenparallaxe und gab dazu unter dem Pseudonym Dadei Ruffi, einem Anagramm seines Nachnamens, die Abhandlung Investigatio parallaxis solaris ex selectis aliquot observationibus transitus Veneris ante solom, qui accidit die VI Iunii 1761… (Rom 1765) heraus. Die für die Mitte des 18. Jahrhunderts vorausgesagte Wiederkehr des Halleyschen Kometen regte damals das Interesse an Kometenbahnen an, und Audiffredi beobachtete 1769 einen besonders hellen Kometen und veröffentlichte das Ergebnis seiner Untersuchungen in dem Werk  Dimonstrazione della teoria della cometa dell’ anno 1769 (Rom 1770).